# Mykhaïlo Kravtchouk
Pour les articles homonymes, voir Kravtchouk.
Mykhaïlo Pylypovytch Kravtchouk (en ukrainien : Михайло Пилипович Кравчук, né le 27 septembre 1892 à Tchovnitsa - mort le 9 mars 1942 dans la Kolyma) est un mathématicien ukrainien.

## Biographie
À la fin de ses études secondaires, Mykhaïlo Kravtchouk étudie à l'Université Saint-Volodymyr de Kyiv, d'où il sort diplômé en 1914.
En 1918, il épouse Esfir, avec qui il aura deux enfants.
Ses premiers travaux portent à la fois sur la théorie et les applications des équations différentielles et des équations intégrales. Son ouvrage en deux volumes, sur la résolution des équations différentielles linéaires et des équations intégrales par les méthodes des moments, a été traduit vers 1938 - 1942 par John Vincent Atanasoff, pour qui ces travaux sont utiles dans son projet d'ordinateur, Atanasoff–Berry Computer. Kravtchouk publiera en tout près de 180 articles scientifiques.

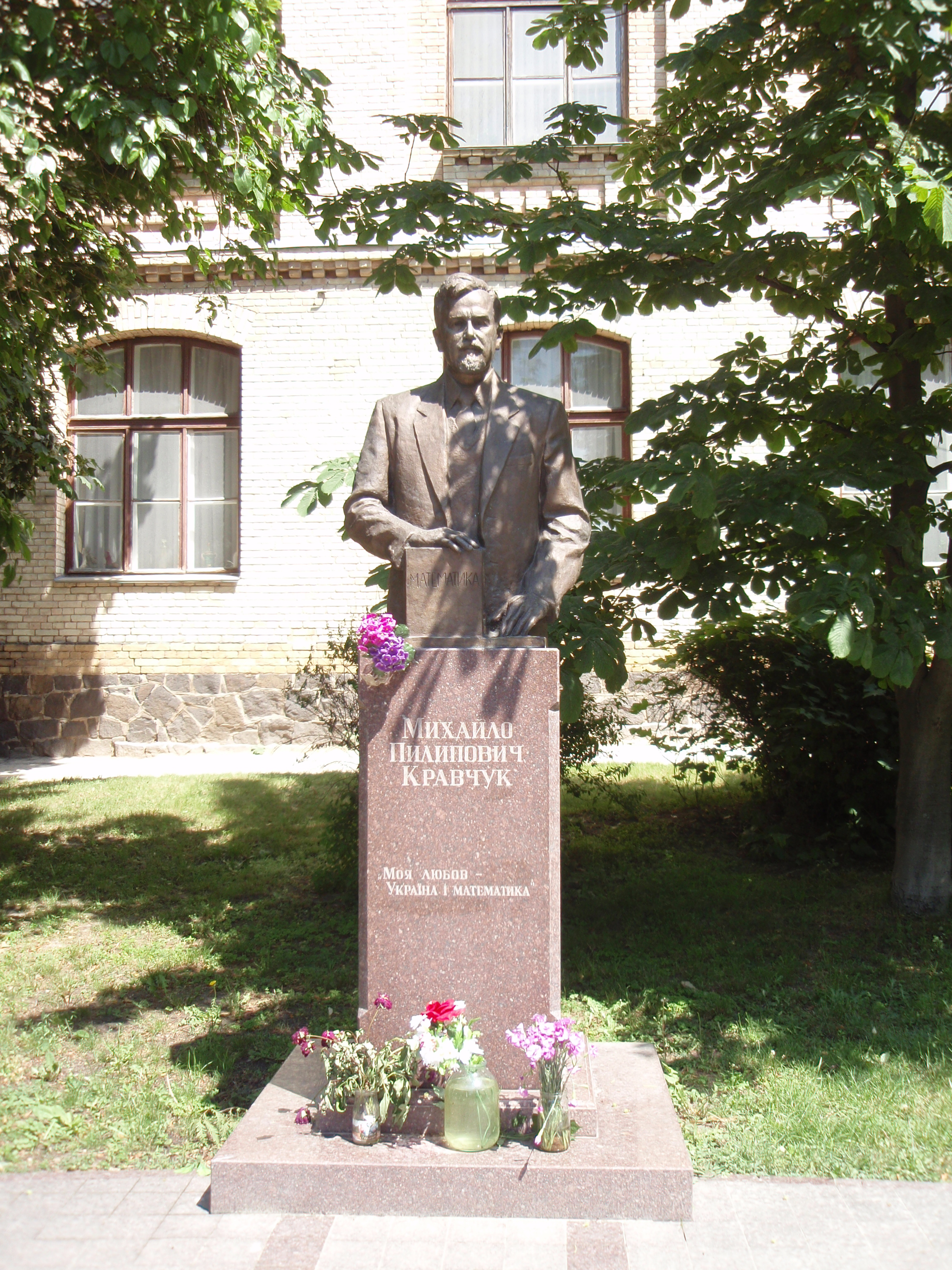
Buste de M. Kravtchouk à Kiev

Kravtchouk travaille à l'Institut Polytechnique de Kiev de 1921 à 1938, et sera titulaire de la chaire de mathématiques. Il a notamment pour étudiants Sergueï Korolev, Arkhip Lyoulka, et Vladimir Tchelomeï, qui s'illustreront dans la construction d'avions et de fusées. En 1929, il intègre l'Académie nationale des sciences d'Ukraine. Au début des années 1920, Kravtchouk travaille également pour forger une terminologie pour les mathématiques en ukrainien.
Il est arrêté par la police secrète soviétique le 23 février 1938 sur des accusations politiques et d'espionnages créées de toutes pièces. Il est condamné à vingt ans de prison en septembre 1938. Après son arrestation, ses livres sont retirés des bibliothèques d'Union soviétique, pour être détruits ou conservés dans des archives accessibles à peu de personnes (Spetskhran).
Il meurt dans un camp de travail de la Kolyma le 9 mars 1942.
Il est réhabilité en 1956, et réintégré en tant que membre de l'Académie nationale des sciences d'Ukraine en 1992.
Mykhailo Kravtchouk a donné son nom aux polynômes de Kravtchouk et aux matrices de Kravtchouk.